# ラファエル・パタイ
ラファエル・パタイ (Raphael Patai、1910年11月22日 − 1996年7月20日）は、ハンガリー系ユダヤ人の民族誌学者、歴史家、東洋学者、人類学者。

## 著作
- ヘブライの女神
- 脇山俊・脇山怜共訳『これがアラブだ : その民族性と心理の謎』PHP研究所、1977年。